# 大田インターチェンジ (山口県)
大田インターチェンジ（おおだインターチェンジ）は、山口県美祢市美東町大田の小郡萩道路上にあるインターチェンジである。旧美東町の中心地域である大田地区に位置する。
秋吉台IC - 絵堂IC間の延伸開通に伴い、2011年5月28日に供用を開始した。

## 周辺
- 美祢市美東総合支所（旧・美東町役場）
- 道の駅みとう
- 美祢市立美東病院

## 接続する道路
- 山口県道28号小郡三隅線
- 山口県道30号小野田美東線
  - 開通前は国道435号と国道490号の重複区間だったが、開通時に小郡萩道路が国道490号の本線になり、同時に国道435号のルートが変更されたため、県道小野田美東線の終点を延長して国道から県道に降格となった。
  - 県道小郡三隅線はもともと国道435号・490号との重複区間にあったが、開通時に大田IC - 絵堂IC間が県道小郡三隅線の本線（国道490号との重複区間）に指定されている。

## 隣
小郡萩道路
秋吉台IC - 大田IC - 絵堂IC